# Helmholtzstraße 15 (Weimar)

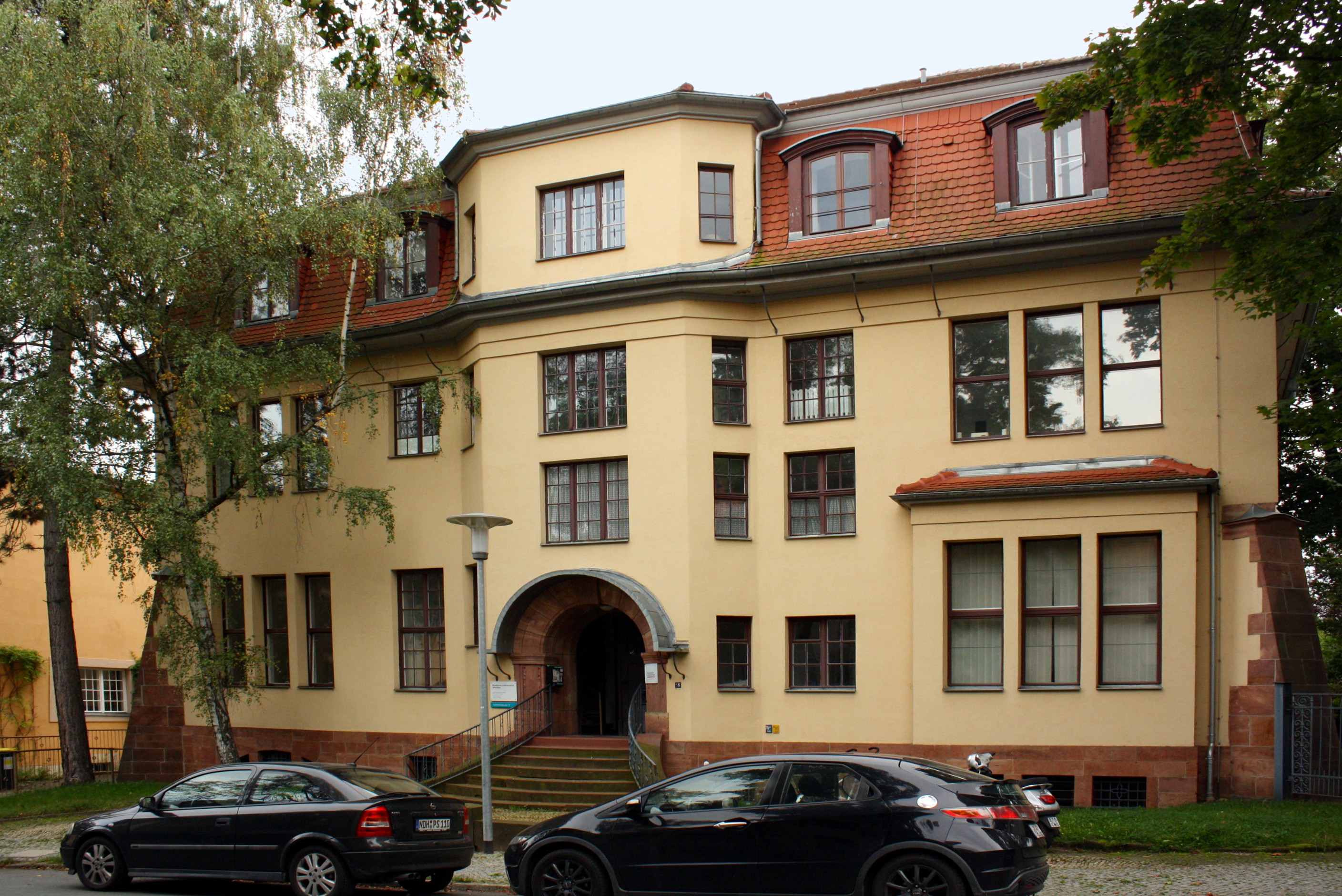
Helmholtzstraße 15

Das Haus Helmholtzstraße 15 in Weimar ist eine ehemalige Villa.
Es trägt alle Merkmale der damaligen neuen Bauauffassung. Den Haupteingang bildet ein Rundportal mit einer Freitreppe am Mittelrisaliten. Die vormalige repräsentative Villa wurde 1908/09 im Reformstil für den großherzoglichen Kammerherrn Hermann Graf Vitzthum von Eckstädt nach dem Entwurf von Bruno Röhr errichtet. Es gehört zu den größten Häusern im südlichen Stadtgebiet. Röhr entwarf im Übrigen auch das Nachbarhaus Helmholtzstraße 14.
Das als Schule genutzte Gebäude ist eine Einrichtung der Bauhaus-Universität Weimar als Gründerwerkstatt neudeli. Die damit verbundenen Grundidee geht auf Walter Gropius zurück.
Für das Studium der Geschichte des Bauhauses ist das Gebäude von großem Interesse.
Das Schulgebäude steht auf der Liste der Kulturdenkmale in Weimar (Einzeldenkmale).